# Apertura Benko
|       |       |       |       |       |       |       |       |       |  |
|       | a8 rd | b8 nd | c8 bd | d8 qd | e8 kd | f8 bd | g8 nd | h8 rd |  |
| a7 pd | b7 pd | c7 pd | d7 pd | e7 pd | f7 pd | g7 pd | h7 pd |       |  |
| a6    | b6    | c6    | d6    | e6    | f6    | g6    | h6    |       |  |
| a5    | b5    | c5    | d5    | e5    | f5    | g5    | h5    |       |  |
| a4    | b4    | c4    | d4    | e4    | f4    | g4    | h4    |       |  |
| a3    | b3    | c3    | d3    | e3    | f3    | g3 pl | h3    |       |  |
| a2 pl | b2 pl | c2 pl | d2 pl | e2 pl | f2 pl | g2    | h2 pl |       |  |
| a1 rl | b1 nl | c1 bl | d1 ql | e1 kl | f1 bl | g1 nl | h1 rl |       |  |
|       |       |       |       |       |       |       |       |       |  |

La Apertura Benko (ECO A00) sólo pretende el fianchetto del alfil en g2. Puede derivar en aperturas principales en las que este fianchetto es útil, y es como jugar un sistema indio con negras, pero con las blancas. Además, revela antes de tiempo dónde se va a enrocar el blanco, con lo que el negro puede lanzar un ataque enseguida, ante la debilidad creada en g3. Es una idea de Pal Benko. Tiene el mérito de la sorpresa, lo cual no es poco. Si no se desea transponer a líneas principales hay que jugar muy bien para no caer en líneas inferiores.
Línea principal
1.g3
1.g3 e5
1.g3 e5 2.Cf3